# Fatima Achimo
Fatima Achimo, née le 8 janvier 1931 à Ambanja et morte le 13 mai 2011 à Antananarivo, est une femme d'État malgache. C'est la première femme sénatrice de Madagascar et elle a été secrétaire d'État adjoint.

## Biographie

### Enfance, éducation

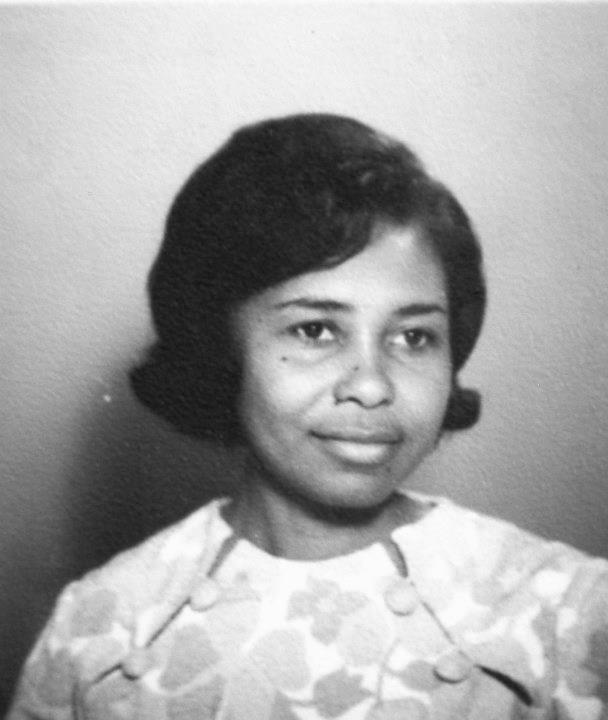
Fatima Achimo.

Fille du prince d'Ambanja Said Achimo, elle est née 8 janvier 1931. À ses 18 ans, en 1949, elle obtient un certificat de second degré puis le certificat d'aptitude à l'enseignement. Elle continue ses études à l'Institut des hautes études d'outre-mer à Paris (France) et obtient le certificat en administration de l'enseignement primaire, en 1963.
Elle fait un stage aux États-Unis sur la nutrition des enfants et sur les droits de la femme, en 1964. Elle participe au congrès international des femmes africaines au Congo-Kinshasa et au congrès international des femmes socialistes au Strasbourg en 1968.

### Figure politique de la première république
Elle devient institutrice et exerce à Nosy Be de 1951 à 1959, puis à Sambava de 1959 à 1960 ainsi qu'à Diégo-Suarez de 1960 à 1962. Elle occupe le poste de commissaire général à la protection de l'enfance à partir du 10 octobre 1960.
Elle est élue le 5 septembre 1966 au Sénat malgache.
Reconduite dans cette fonction de protection de l'enfance avec le titre de secrétaire d'État adjointe le 19 février 1971, elle occupe ce poste jusqu'à la fin de la Première République de Madagascar.

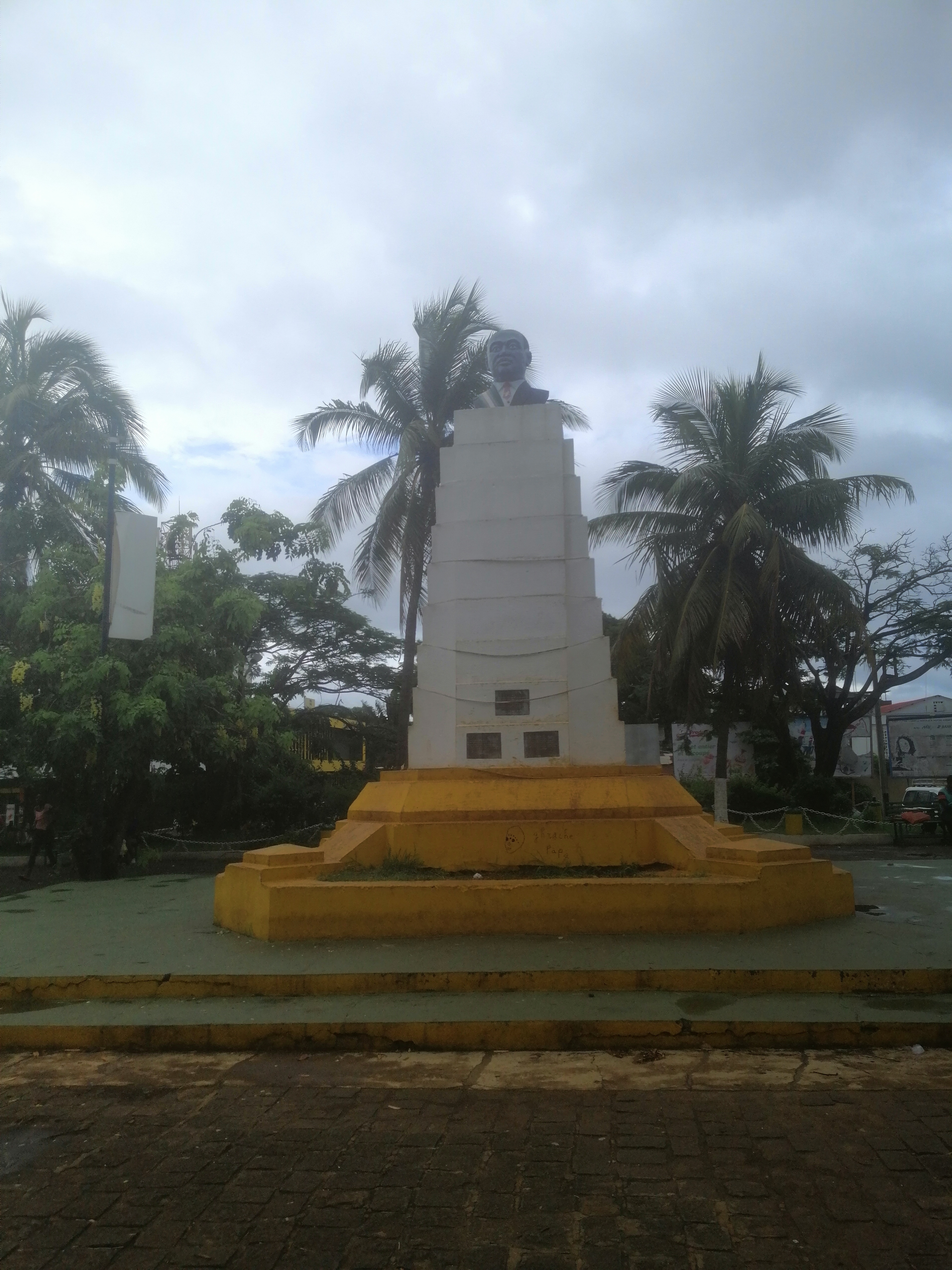
Stèle du président Philibert Tsiranana, à Antsiranana.

Elle est proche du président Philibert Tsiranana, dont elle suit le déclin lors de la chute du régime en 1972. Elle est arrêtée le 3 mars 1973 dans le cadre de l’action du gouvernement pour le maintien de la sûreté de l’État et à la suite des troubles qui se sont produits à Antsiranana à l'époque. Elle préside le « Comité pour la commémoration du président Philibert Tsiranana » à Antsiranana et participe à l’inauguration d'une stèle constituée d’un buste du premier président le 29 décembre 2004.

### Symbole de la femme moderne dans le nord de Madagascar

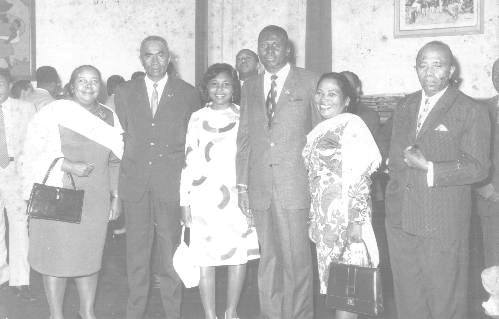
Fatima Achimo (la femme au milieu).

Outre sa carrière politique, elle est connue pour son appartenance à la monarchie traditionnelle du nord-ouest de Madagascar. Son père, Saïd Achimo, faisait partie de la dynastie des Sakalaves Bemazava, et fut gouverneur à titre politique du canton d'Ambanja. De son vivant, elle fut une personnalité considérée comme ayant le savoir des anciens pour avoir témoigné le rôle traditionnel de la femme dans le nord de Madagascar.
Elle était aussi connue pour ses réalisations dans la ville d'Antsiranana, entre autres la création de l'internat pour jeunes filles au lycée-mixte d'Antsiranana, qui fut construit en 1969, et la construction du collège d'enseignement général (CEG) PK3 de la ville. Symbole du pouvoir de la gent féminine dans le nord du pays, elle s'est également distinguée pour ses engagements dans l’histoire et la structuration sociale de sa région d’origine. Elle s'est mobilisée pour promouvoir le rôle aussi bien politique que social des femmes du nord. Pour lui rendre hommage à titre posthume, l'ancienne rue Villaret-Joyeuse a été rebaptisée en son nom après sa mort. La rue passant par les hôtels Le Paradis du Nord et L’Étoile du Nord vers la bibliothèque municipale porte actuellement le nom Princesse Fatima Achimo.

### Vie privée
Fatima Achimo est mère de cinq enfants, dont l’aîné, Jacob Félicien Andriampanjava, est ministre de Réconciliation du gouvernement Jacques Sylla formé le 18 juin 2002 sous le régime de Marc Ravalomanana et le dernier, Éric Cassam, est pilote de ligne chez Air Madagascar.

## Distinctions honorifiques
Son parcours lui a valu la distinction malgache de grand-croix de l’ordre national de 2e classe et la distinction française de chevalier des « Palmes académiques ».